# Winter-Asienspiele 2025/Teilnehmer (Katar)
| Gelbes Symbol für Goldmedaillen mit stilisierten Olympischen Ringen | Graues Symbol für Silbermedaillen mit stilisierten Olympischen Ringen | Braundes Symbol für Bronzemedaillen mit stilisierten Olympischen Ringen |
| ------------------------------------------------------------------- | --------------------------------------------------------------------- | ----------------------------------------------------------------------- |
| —                                                                   | —                                                                     | —                                                                       |

Katar nahm an den Winter-Asienspiele 2025 in Harbin teil.

## Teilnehmer nach Sportarten

### Curling
| Wettbewerb             | Männer                                                                                                 | Frauen | Mixed Doubles                                                                                    |
| ---------------------- | --- | --- | ------------------------------------------------------------------------------------------------ |
| Athleten               | Ahmed Al-Fahad Mubarak Al-Marri Mohammed Al Naimi Naif Al Rumaihi Abdulrahman Al Yafei Nasser Al Yafei | Mabarka Al-Abdulla Aldana Al-Fahad Fatima Al-Fahad Haseena Al-Fahad Amna Al-Qaet Sara Al-Qaet                                                      | Mabarka Al-Abdulla Nasser Alyafei                                                                |
| Gruppenphase           | Saudi-Arabien (10:4) Japan (2:12) Volksrepublik China (1:11) Hongkong (2:10) Thailand (6:4)            | Philippinen (1:13) Volksrepublik China (0:14) Japan (1:12) Chinesisch Taipeh (5:9) Kasachstan (2:11) Thailand (1:10) Hongkong (1:15) Südkorea(L:W) | Volksrepublik China (1:10) Philippinen (3:11) Südkorea (1:14) Kasachstan (4:7) Kirgisistan (6:8) |
| Qualifikationsrunde    | ausgeschieden                                                                                          | ausgeschieden | ausgeschieden                                                                                    |
| Halbfinale             | ausgeschieden                                                                                          | ausgeschieden | ausgeschieden                                                                                    |
| Finale/Spiel um Bronze | ausgeschieden                                                                                          | ausgeschieden | ausgeschieden                                                                                    |
| Rang                   | 8 | 9 | 11                                                                                               |

1. ↑  Katar musste das Spiel nach End 2 aufgeben, da nicht genügend Spieler vorhanden waren.

### Shorttrack
| Athleten            | Wettbewerb | Vorläufe     | Vorläufe | Viertelfinale | Viertelfinale | Halbfinale    | Halbfinale    | Finale A/B    | Finale A/B    | Rang          |
| Athleten            | Wettbewerb | Zeit         | Rang     | Zeit          | Rang          | Zeit          | Rang          | Zeit          | Rang          | Rang          |
| ------------------- | ---------- | ------------ | -------- | ------------- | ------------- | ------------- | ------------- | ------------- | ------------- | ------------- |
| Männer              |            |              |          |               |               |               |               |               |               |               |
| Mohammed Al-Abdulla | 500 m      | 1:05,864 min | 5        | ausgeschieden | ausgeschieden | ausgeschieden | ausgeschieden | ausgeschieden | ausgeschieden | ausgeschieden |
| Mohammed Al-Abdulla | 1000 m     | 2:00,512 min | 4        | ausgeschieden | ausgeschieden | ausgeschieden | ausgeschieden | ausgeschieden | ausgeschieden | ausgeschieden |
| Mohammed Al-Abdulla | 1500 m     | NT           | 5        | ausgeschieden | ausgeschieden | ausgeschieden | ausgeschieden | ausgeschieden | ausgeschieden | ausgeschieden |

### Skibergsteigen
| Athleten                  | Wettbewerbe | Qualifikation | Qualifikation | Vorlauf       | Vorlauf       | Halbfinale    | Halbfinale    | Finale        | Finale        | Rang |
| Athleten                  | Wettbewerbe | Zeit          | Rang          | Zeit          | Rang          | Zeit          | Rang          | Zeit          | Rang          | Rang |
| ------------------------- | ----------- | ------------- | ------------- | ------------- | ------------- | ------------- | ------------- | ------------- | ------------- | ---- |
| Männer                    |             |               |               |               |               |               |               |               |               |      |
| Khalifa Ahmed El Magarmid | Sprint      | 9:11,59 min   | 22            | ausgeschieden | ausgeschieden | ausgeschieden | ausgeschieden | ausgeschieden | ausgeschieden | 22   |

### Snowboard
| Athleten                  | Wettbewerbe | Qualifikation | Qualifikation | Finale        | Finale        | Rang |
| Athleten                  | Wettbewerbe | Punkte        | Rang          | Punkte        | Rang          | Rang |
| ------------------------- | ----------- | ------------- | ------------- | ------------- | ------------- | ---- |
| Männer                    |             |               |               |               |               |      |
| Mohammed Khalid Al-Kuwari | Slopestyle  | 3,00          | 12            | ausgeschieden | ausgeschieden | 12   |